# حمزة الحسن
حمزة الحسن مُعارض وكاتب سعودي شيعي , يتخذ من لندن عاصمة إنجلترا مقرًا له.
يُعد حمزة باحث وصحافي سعودي، حائز على شهادة دكتوراه في العلوم السياسية من جامعة وستمنستر البريطانية. متخصّص في الشأن السعودي ومسائل الإصلاح السياسي في المملكة العربية السعودية. صدر له العديد من الكتب. كان في عام 2011 قد بدأ الاستعداد في العاصمة البريطانية لإطلاق أول قناة معارضة شيعية للنظام السعودي، وأوضح أن القناة سيكون هدفها المطالبة بحقوق الشيعة السعوديين، وذلك بالتعاون مع وسائل الإعلام العالمية ومنظمات حقوق الإنسان الدولية.

## كتبه
- الشيعة في المملكة العربية السعودية.
- العمل المطلبي في مائة عام.
- الوطنية هواجس الوحدة والانفصال في السعودي.
- طقوس التشيع الهوية والسياسة.[3]